# Экспериментальная ТЭС
Экспериментальная ТЭС (ранее — Несветай ГРЭС) — тепловая электрическая станция в  г. Красный Сулин, Ростовская область, Южного федерального округа. В 2018 году ОАО "Экспериментальная ТЭС" сообщила о прекращении своей деятельности в связи с ликвидацией.
Адрес: 346353, г. Красный Сулин, Ростовской обл., пос. НГРЭС
Станция была построена в 1941 году. Общая численность персонала — 429 человек.

## Географическое положение
Предприятие расположено на юго-западе г. Красный Сулин, в долине реки Кундрючья, на правом берегу Вербенского водохранилища, которое является источником технического водоснабжения ОАО «Экспериментальная ТЭС».

## История
Согласно плану ГОЭЛРО в 1935г. Был разработан окончательный проект ГРЭС Несветай и 9 июля 1936г. Началось строительство. В сентябре 1941г. в соответствии с планом 3-й пятилетки был смонтирован и опробован первый блок мощностью 50 000 квт, но в октябре 1941г. по приказу Государственного комитета Обороны начался демонтаж оборудования и эвакуация его на восток.
14 февраля 1943 года г.Красный Сулин был освобожден от немцев и сразу началась подготовка к восстановлению ГРЭС. По существу сооружение станции началось заново.
В ноябре 1948 года вошел в строй 1-й блок мощностью 50 000 квт, в мае 1949г. – второй, в октябре 1951г.- третий, в октябре 1952г. – четвертый блок. Это были инофирменные блоки высокого давления с промежуточным перегревом пара.
В июне 1954г. был пущен блок № 5 мощностью 100 000 квт. С отечественным оборудованием (турбина производства Ленинградского металлического завода – ЛМЗ, котлы Таганрогского завода «Красный котельщик» - ТКЗ), а общая мощность станции достигла 300 Мвт. Несветай ГРЭС стала лидером Ростовской энергосистемы и Северного Кавказа.
До 1968г. Несветай ГРЭС несла базисную электрическую нагрузку, но уже со второй половины 1968г. ГРЭС была переведена на покрытие пиковых нагрузок с частыми разгрузками в большом диапазоне: от 45 до 300 Мвт для регулирования частоты и мощности в системе. В связи с этим снизилась экономичность электростанции, снизился коэффициент использования установленной мощности.
К 1967г. инофирменное оборудование морально и физически устарело.
Старение металла привело к тому, что дальнейшая эксплуатация барабанов котлов и трубопроводов была запрещена органами котлонадзора. В 1971 году списывается и демонтируется котел №7. В 1972г. списана турбина № 3 и мощность Несветай ГРЭС с 310 Мвт снизилась до 235Мвт. В 1973г. запрещают эксплуатацию котла № 2 и располагаемая мощность станции становится 210 Мвт. К 1975 году были списаны блоки № 1-4 , а их генераторы переведены на работу в моторном режиме для регулирования частоты в энергосистеме.
В 1970 году Минэнерго СССР поручило институту «Теплоэлектропроект» выполнить технико-экономическое обоснование замены основного оборудования Несветай ГРЭС, на основании которого в 1975 году РоТЭП выполнил технический проект расширения и реконструкции станции до мощности 560 тыс.кВт с установкой маневренного оборудования: ПГУ-250 и 2-х ГТ-100. Однако этому проекту не суждено было воплотиться в жизнь.
В 1979 г. Была проведена реконструкция турбины № 5 с увеличением мощности до 112 тыс. кВт и организацией теплофикационного отбора пара . В 1980 году была построена и пущена бойлерная установка СМЗ и выполнено технико-экономическое обоснование строительства схемы теплоснабжения города Красный Сулин от Несветай ГРЭС.
На период аварийного останова блока № 5 , капитального ремонта и в летний период обеспечение горячего водоснабжения поселка и собственных нужд станции осуществлялось от котлов № 1-4. К 1986 году эти котлы стали непригодными даже для этих целей и тогда, в 1987 году был введен в эксплуатацию котел КЕ-10-14С Бийского завода, реконструированный для работы на топочном мазуте.
В 1996 году по инициативе Научно-исследовательского института экологических проблем энергетики (НИИ ЭПЭ) и ОАО «Ростовэнерго» было принято решение о создании не имеющей аналогов в мире опытно-промышленной установки по сжиганию твердого топлива в шлаковом расплаве (ОПУ) (приказ РАО «ЕЭС России» от 18.01.96г. № 7/2), проект утвержден приказом РАО от 30.07.96г. № 229.
В том же 1996 году началось строительство ОПУ, однако неритмичность финансирования, а иногда и его отсутствие, позволило выполнить на сегодняшний день только 22 % работ. В 1998 году ОАО ТКЗ «Красный котельщик» был изготовлен и поставлен котел ТРГЕ-170 для ОПУ (оборудование котла лежит на складе).
В 1997 году принято решение о создании опытно-промышленного котла по сжиганию угля в циркулирующем кипящем слое (ОПК ЦКС) (приказ РАО от 31.03.97г. №120). В 2001 году ОАО «Институт Ростовтеплоэлектропроект» выполнен проект строительства энергоблока с ОПК ЦКС и турбиной К-55-8,8, который утвержден приказом РАО от 23.04.02г. № 225.
19.06.2001г. на основании решений Правления РАО «ЕЭС России» от 23.10.2000г. №478пр/3 и Совета Директоров РАО «ЕЭС России» от 16.11.2000г. № 84 на базе имущества Несветай ГРЭС было учреждено ОАО «Экспериментальная ТЭС». Цель превращения Несветай ГРЭС в ОАО «Экспериментальная ТЭС» - создание на базе существующей производственной инфраструктуры и накопленного кадрового потенциала Несветай ГРЭС эффективного энергопредприятия, располагающего производственными мощностями по отработке новых технологий сжигания твердого топлива с последующей переработкой отходов.
С 2009 года станция находится в оперативном управлении группы компаний «МЕЧЕЛ». Основное оборудование станции введено в эксплуатацию в середине 1950-х годов, имеет значительный износ и низкую техническую надежность.

## Банкротство
В 2012 г. Арбитражный суд Ростовской области было подано заявление о признании ОАО «Экспериментальная ТЭС» банкротом, и указан срок вывода оборудования из эксплуатации – 1 января 2013 года
Определением Арбитражного суда Ростовской области от 21.02.2013 г. по делу №А53-22453/2012 в отношении ОАО «Экспериментальная ТЭС» (ОГРН 1026102157840, ИНН 6148012030, зарегистрированное по адресу: 346353, Ростовская область, г. Красный Сулин, ул. Центральная, д. 1) введено внешнее управление сроком на 18 месяцев.
Арбитражный суд Ростовской области своим решением от 12 декабря 2014 года приостановил процесс выведения из эксплуатации оборудования красносулинского ОАО «Экспериментальная ТЭС» (бывшая ГРЭС «Несветай»), отложив его до первого мая 2015 года.

## Технические характеристики
Установленная электрическая мощность — 105 МВт, годовой объём производства электроэнергии — 357,5 млн кВт⋅ч. Основное топливо станции — донецкий антрацитовый штыб, резервное — мазут.